# Oni (作曲家)
oni（おに）は、日本の女性作曲家、編曲家、音楽プロデューサー、ギタリスト。

## 概要
学生時代にバンドのギターボーカルとして活動を開始。
国内をはじめ、アメリカ・ヨーロッパにてワンマンツアーを行い、
大型フェスにも多数出演。
並行して、原宿系ファッション誌KERAのレギュラーモデルや2.5次元舞台への出演など、多方面で活動の場を広げる。
バンド活動終了後、作編曲家としてのキャリアを本格的にスタート。
Snow Man、Aぇ! group、NMB48、山本彩、ラブライブ!虹ヶ咲学園スクールアイドル同好会、BiSHなど、

数多くのアーティストへ楽曲提供を行うほか、アニメ劇伴、映画、ゲームBGMの制作も多数手がける。

疾走感あるロックサウンドから繊細なバラード、アイドルポップまで幅広いジャンルを得意とし、
近年はサウンドプロデュース業も行っている。

## 略歴
2020年
- 編曲を手掛けた  豆柴の大群「りスタート」が第62回日本レコード大賞 新人賞を受賞 。[1]

2021年
- 編曲を手掛けたBiSH「プロミスザスター」がNHK紅白歌合戦で披露される。[2]

2023年
- 作曲・編曲を手掛けたSnow Man「ANY&EVERY」収録の9thシングル「Dangerholic」がミリオンセールスを記録。[3]

2024年
- 作曲・編曲を手掛けたAぇ! group2ndシングル表題曲「Gotta Be」がプラチナディスク認定される。[3]

## 主な提供作品
Snow Man
- 「ANY & EVERY」（共作曲・編曲）

Aぇ! group
- 「Gotta Be」（共作曲・共編曲）

北山宏光
- 「DON'T WANNA DIE」（共編曲）

NMB48
- 「愛デンティティ」（共作曲・編曲）
- 「天使のユートピア」（共作曲・編曲）
- 「全部抱きしめろ!」（共作曲・編曲）

山本彩
- 「木天蓼」（共作曲・編曲・プロデュース）

aoen
- 「青い太陽 (The Blue Sun)」（共作曲）

ラブライブ!虹ヶ咲学園スクールアイドル同好会
- 「Fly with You!!」（共作曲・共編曲・ギター）
  - 優木せつ菜（CV.林 鼓子）
- 「チェリーボム」（共作曲・編曲・ギター）

NACHERRY
- 「ハニーレモン」（共作曲・編曲）TVアニメ『紫雲寺家の子供たち』OP主題歌

浦島坂田船
- 「MINE MINE」（共作曲・編曲・ギター）

さとみ (すとぷり)
- 「PRESENT」（共作曲・編曲・ギター）
- 「ずるいひと。」（共作曲・編曲・ギター）
- 「LYRA」（共作曲・編曲・ギター）

ミリー・パフェ (にじさんじEN)
- 「Don't Trick Me」（共作曲・編曲）

BiSH
- 「summer time」（編曲）
- 「プロミスザスター」（編曲）
- 「help!!」（編曲）
- 「NO SWEET」（編曲・ギター）
- 「リズム」（編曲・ギター）
- 「BE READY」（編曲）
- 「Beginning, End and Beginning」（編曲・ギター）
- 「FiNAL SHiTS」（編曲）
- 「愛してるといってくれ」（編曲・ギター）

PEDRO
- 「NIGHT NIGHT」（編曲）
- 「玄関物語」（編曲）
- 「感傷謳歌」（編曲）[4]
- 「来ないでワールドエンド」（編曲）
- 「愛してるぜベイベー」（編曲）
- 「洗心」（編曲）
- 「余生」（編曲）
- 「ラブリーベイビー」（編曲）ドラマ『その着せ替え人形は恋をする』ED主題歌
- 「祝祭」（編曲）
- 「beautifulね」（編曲）

ExWHYZ
- 「As you wish」（作曲・編曲・プロデュース）
- 「iD」（共作曲）
- 「goodbye」（作曲・編曲）

＃2i2
- 「ライトシーカー」（共作詞・作曲・編曲）
- 「HATSUKOI JUICE」（作詞・作曲・編曲）ドラマ『うちの会社の小さい先輩の話』OP主題歌

Lienel
- 「Hop Step Jump!」（共作曲・編曲）

BMK
- 「Original future」（作曲・編曲）

EMPiRE
- 「FOR EXAMPLE??」（作曲）
- 「ERASER HEAD」（作曲）
- 「maybe blue」（作曲）
- 「NEVER ENDiNG」（作曲）
- 「ERROR」（作曲・編曲・ギター）
- 「アカルイミライ」（編曲・ギター）
- 「black to the dream light」（編曲・ギター）
- 「ピアス」（編曲・ギター）
- 「WE ARE THE WORLD」（編曲・ギター）
- 「きっと君と」（編曲・ギター）
- 「曲がりくねった道の」（編曲・ギター）
- 「I don't cry anymore」（作曲・編曲・ギター）
- 「RiNG to the BRiGHT FUTURE」（編曲・ギター）
- 「Haggling」（作曲）
- 「RATHER」（作曲）
- 「ねぇ」（作曲）
- 「LET US FREE」（作曲・編曲）
- 「TiMiNG」（作曲）

BiS
- 「BiS-どうやらゾンビのおでまし- 」（編曲・ギター）
- 「teacher teacher」（編曲・ギター）
- 「1,2,3!!!」（編曲・ギター）
- 「LOVELY LOVELY」（編曲・ギター）
- 「FOOL PROOF」（編曲・ギター）
- 「FUCKiNG OUT」（作曲）
- 「GETTiNG LOST」（編曲・ギター）
- 「DA DA DA DANCE SONG」（編曲・ギター）
- 「Hey boy hey girl」（編曲・ギター）

柏木由紀
- 「Why don't you?」（編曲・ギター）

柏木由紀・EMPiRE
- 「柏木由紀なりのEMPiRE-時間が足りない」（編曲）

豆柴の大群
- 「りスタート」（編曲・ギター）[5]
- 「ろけっとすたーと」（編曲・ギター）[6]
- 「豆柴の大群 -お送りするのは人生劇場-」（編曲）
- 「トラスト」（編曲）
- 「恋のかけ算ABCDEFG」（編曲）
- 「お願いキスミー」（編曲・ギター）
- 「TO THE FUTURE」（編曲）
- 「らぶ地球」（編曲）
- 「豆んJOY」（編曲）

ASP
- 「WARRiES」（編曲）
- 「Let's go as a weirdo」（編曲）
- 「GAZE」（編曲）

AVAM
- 「RE リアル」（作詞・作曲・編曲・ギター）

GANG PARADE
- 「GANG2」（編曲・ギター）
- 「体emotion」（編曲・ギター）
- 「Daylight」（編曲・ギター）
- 「ALONE」（編曲・ギター）
- 「Plastic Smile」（編曲・ギター）
- 「Period」（編曲）

GO TO THE BEDS
- 「ANSWER」（作曲）
- 「GO TO THE BEDS is my life」（編曲・ギター）
- 「パッパラパー」（編曲・ギター）
- 「Rebirth」（編曲・ギター）
- 「LUCKY LUCKY MY LIFE」（編曲・ギター）
- 「OK」（編曲・ギター）

PARADISES
- 「TWINKLE TWINKLE」（編曲・ギター）
- 「STARE」（作曲・編曲）
- 「cry wanna」（編曲）
- 「大事な歌」（編曲・ギター）

RE:Genesis Kingdom　Project（リジェネ）
- 「全身全霊ストーリー」（作曲・編曲・ギター）

ZOC
- 「BEGGiNG」（編曲・ギター）

ときめき♡宣伝部
- 「人生最幸のメロディ」（編曲・ギター）

カミヤサキ
- 「still...」（編曲・ギター）

劇伴
映画大好きポンポさん
仮面ライダーBLACK SUN
Sランクモンスターの《ベヒーモス》だけど、猫と間違われてエルフ娘の騎士として暮らしてます
BGM
チームラボ
- 『チームラボジャングル-Kids Noon』（BGM）
- 『FLIGHT OF DREAMS』（BGM）

ゲーム
ドールズフロントラインキャラクターソング
- 「Alles OK!」416 & Gr G11（CV：野中藍、福原綾香）（編曲・ギター）
- 「Клятва(クリャートヴァ)」AN-94（CV：沼倉愛美）（編曲・ギター）
- 「いざゆけ!清く、かわゆく、美しく」一〇〇式（CV：加隈亜衣 ）（編曲・ギター）

## 外部サイト
- Oni (@oni_amonize) - X